# Cuta
Cuta és una partida que, actualment, està dividida administrativament entre els municipis de Xaló i Llíber, al sud de la comarca de la Marina Alta, al País Valencià.

## Història
El seu nom ha variat al llarg dels segles: així en l'Edat Mitjana se la denominava "Cotar" i, posteriorment, a l'època de la família dels Martorell "Cuca". La possessió de Cuta formava part del dot que va aportar 
na Isabel Martorell quan es va casar amb el poeta Ausiàs March l'any 1437. El matrimoni només va durar dos anys, i no van tindre descendència. Amb la mort de na Isabel el 1439, en March es va convertir en el nou senyor de Cuta, i va haver d'afrontar les reticències dels seus vassalls musulmans que temien que aquest es negara a jurar les seues lleis (Çuna e Xara). En March es va mostrar favorable, i sobre els quatre Evangelis va jurar respectar-les. Alguns historiadors creuen que la mare d'Isabel, na Damiata Monpalau, va incitar als musulmans perquè actuassen en contra del seu gendre, per qui sentia una gran antipatia.

## Etimologia
Pel que fa a l'origen del topònim "Cuta", les més recents investigacions lingüístiques creuen que prové de la llengua ibèrica amb el significat de "muntanya" o "elevació", i estaria relacionat amb altres noms de lloc, com ara "Cotes" o "Cotalba".

## La xiqueta de Cuta
En aquesta partida, el dia 10 de març de l'any 1886 va ocórrer un trist succeït: Un veí de Xaló dit Jaume Femenia i Sivera es va trobar un nadó abandonat dins d'un cabàs penjat d'un arbre. Es tractava d'una xiqueta, i va morir una hora després d'haver-se-la trobada el llaurador. No portava cap nota que permetera conèixer la seua identitat. Les causes d'abandonament de nadons en aquella època eren bàsicament dues: la il·legitimitat d'un fill de mare fadrina o la manca de mitjans econòmics dels pares de la criatura. En aquest cas concret es desconeix quin va ser el motiu de l'abandó de la que des d'aleshores, de generació en generació, s'ha denominat "la xiqueta de Cuta".

## Les Vinyes de Cuta
Els dies 7, 8 i 9 del mes de juliol del 1859 va fer una ona de calor tan intensa que va assecar el raïm de la collita d'aquell any; les cròniques de l'època qualifiquen d'autèntica calamitat el fenomen, i recorden que 5 anys abans els ceps d'aquesta mateixa contrada havien patit la terrible plaga de l'oidium.

## Paratges de Cuta
- La Muntanya Llarga
- El Penyal de la Mica
- La Plana
- La Vinya d'Avargues
- La Font de Cuta
- El Tap
- El Barranc del Cau
- El Segon Barranquet
- El Riuet de Cuta, que marca la divisòria entre la partida de Cuta i la de Benibrai